# 표트르 샤벨스키보르크
표트르 니콜라예비치 샤벨스키보르크(러시아어: Пётр Николаевич Шабельский-Борк, 1893년 5월 5일 - 1952년 8월 18일)는 러시아 제국의 장교이자 작가로, 20세기 초 유럽에서 극우 반유대주의 정치활동을 하였다. 소설가 블라디미르 나보코프의 아버지인 블라디미르 드미트리에비치 나보코프를 1922년 베를린에서 암살한 것으로 잘 알려져있다. 샤벨스키보르크는 제2차 세계 대전이 끝날 때까지 나치당에 부역하였고, 1952년 사망할때까지 남아메리카에서 군주제와 동방 정교회 출판물을 작업하였다.

## 전기
샤벨스키보르크는 표트르 니키포로비치 포포프(Пётр Никифорович Попов)라는 이름으로 1893년 5월 5일 러시아 제국 키슬로보츠크의 부유한 지주 가족에서 태어났다. 포포프의 어머니는 극우 왕당파 조직이었던 러시아국민연맹(Союз русского народа)의 주요 회원이었으며, 상트페테르부르크에서 발행된 검은 백인단 정기 간행물의 편집자였다. 포포프는 제1차 세계 대전이 발발하기 이전 하르키우 국립 대학교에서 공부하였으며, 1914년 제1차 세계 대전이 발발하자 캅카스 원주민 기병 사단(Кавказская туземная конная дивизия)의 인구시 기병 연대에서 소위로 복무했다. 2월 혁명 이후 포포프는 군에서 퇴역하였지만, 1917년 10월 혁명 이후 군주제 조직의 일원이라는 이유로 볼셰비키에 의해 수감되었다. 1918년 1월 3일 페트로그라드 혁명 재판소는 징역 9개월과 사회봉사명령을 선고하였다. 포포프는 감옥에 있는 동안 극우성향 작가 표됴르 빅토로비치 빈베르크(Фёдор Викторович Винберг)를 만났다. 1918년 5월 1일 포포프와 빈베르크가는 "국제 프롤레타리아 연대"로 사면되었고, 석방 직후 독일에게 함락된 키예프로 떠났다. 시몬 바실리오비치 페틀류라(우크라이나어: Си́мон Васи́льович Петлю́ра)가 이끄는 우크라이나 민족주의 세력이 키예프를 점령하자 포포프와 빈베르크는 퇴각하는 독일군과 함께 독일로 떠났다.

## 독일 생활
포포프는 대모 옐리자베타 알렉산드로브나 샤벨스키보르크(Елизавета Александровна Шабельская-Борк)의 이름에서 따온 표트르 니콜라예비치 샤벨스키보르크라는 가명을 채택했다. 베를린에 도착한 직후, 샤벨스키보르크는 바실리 빅토로비치 비스쿱스키(Василий Викторович Бискупский) 장군, 세르게이 타보리츠키와 어울리기 시작했다. 비스쿱스키 장군은 제1차 세계 대전 이후 러시아에서 독일로 이주하여 독일 극우세력과 관계를 맺던 백계 러시아인 공동체에서 주도적인 역할을 하였으며, 샤벨스키보르크는 이에 합류하여 시온 장로 의정서의 주요 발행인이 되었다. 또한 샤벨스키보르크는 빈베르크와 함께 반유대주의 연감 "루치 스베타(Луч Света)"  제작에 협력했다.

## 블라디미르 드미트리에비치 나보코프 암살
1922년 3월 28일, 샤벨스키보르크와 타보리츠키는 블라디미르 드미트리에비치 나보코프(Влади́мир Дми́триевич Набо́ков)를 암살하였다. 원래 암살 목표는 파벨 니콜라예비치 밀류코프(Па́вел Никола́евич Милюко́в)로, 러시아 모든 소수 민족에 대한 완전한 시민권과 유대인 해방을 강력하게 지지하던 러시아의 자유주의 중도파 정당인 입헌민주당의 주요 당원이었다. 입헌민주당은 러시아 내전에서 볼셰비키가 승리한 이후 추방당했고, 베를린에서 망명 당회의를 열고있었다. 나보코프는 밀류코프 암살을 막으려 하였지만 타보리츠키가 쏜 총에 맞아 즉사하였다. 이 범죄로 샤벨스키보르크와 타보리츠키는 독일에서 징역 14년형을 선고 받았지만, 형집행 시작 직후 사면으로 석방되었다.

## 나치 부역
석방 이후, 샤벨스키보르크는 독일에서 극우성향 정치 운동을 지속하며 독일 복벽을 희망하였고, 결국 아돌프 히틀러와 국가사회주의 독일 노동자당(나치)과 함께하였다. 1933년 나치가 집권하자 독일에 거주하는 러시아인 중 친나치 그룹을 조직하기 시작했다.

## 죽음
1945년 봄, 제2차 세계 대전이 끝나갈 무렵에 샤벨스키보르크의 베를린 집은 공습으로 파괴되었고, 이후 그는 독일에서 탈출했다. 샤벨스키보르크는 아르헨티나 부에노스아이레스로 이주하여 1952년 8월 18일 결핵으로 사망할때까지 남미 전역의 군주제 및 동방 정교회 출판물 제작에 참여하였다.